# Sloveens voetbalelftal in 2012
Het Sloveens voetbalelftal speelde in totaal acht interlands in het jaar 2012, waaronder vier wedstrijden in de kwalificatiereeks voor de WK-eindronde 2014 in Brazilië. Slovenië stond onder leiding van bondscoach Slaviša Stojanovič. Die moest aan het einde van het jaar, na nederlagen tegen Albanië en Macedonië, het veld ruimen. Hij werd opgevolgd door Srečko Katanec. Op de FIFA-wereldranglijst zakte Slovenië in 2012 van de 25ste (januari 2012) naar de 49ste plaats (december 2012).

## Balans
| Wedstrijden | Wedstrijden | Wedstrijden | Wedstrijden | Doelpunten | Doelpunten | Doelpunten | Punten |
| Gespeeld    | Winst       | Gelijk      | Verlies     | Voor       | Tegen      | Saldo      | Punten |
| ----------- | ----------- | ----------- | ----------- | ---------- | ---------- | ---------- | ------ |
| 8           | 2           | 2           | 4           | 11         | 14         | –3         | 0.750  |

## Interlands
|                                                                  |                 |       |                      |                                                                                     |
| 29 februari Vriendschappelijk № 178 «onderlinge duels» 19:45 uur | Slovenië        | 1 – 1 | Schotland            | Bonifikastadion, Koper Toeschouwers: 4.000 Scheidsrechter: Aleksandar Stavrev (MKD) |
| 29 februari Vriendschappelijk № 178 «onderlinge duels» 19:45 uur | Andraž Kirm 33' |       | 39' Christophe Berra | Bonifikastadion, Koper Toeschouwers: 4.000 Scheidsrechter: Aleksandar Stavrev (MKD) |

|                                                             |                      |       |                   |                                                                                         |
| 26 mei Vriendschappelijk № 179 «onderlinge duels» 20:30 uur | Griekenland          | 1 – 1 | Slovenië          | Kufstein-Arena, Kufstein Toeschouwers: 2.000 Scheidsrechter: Robert Schörgenhofer (AUT) |
| 26 mei Vriendschappelijk № 179 «onderlinge duels» 20:30 uur | Vasilis Torosidis 8' |       | 87' Jasmin Kurtić | Kufstein-Arena, Kufstein Toeschouwers: 2.000 Scheidsrechter: Robert Schörgenhofer (AUT) |

|                                                                  |                                                                           |       |                                                            |                                                                                     |
| 15 augustus Vriendschappelijk № 180 «onderlinge duels» 20:45 uur | Slovenië                                                                  | 4 – 3 | Roemenië                                                   | Stožice Stadion, Ljubljana Toeschouwers: 5.000 Scheidsrechter: Emir Alečković (BIH) |
| 15 augustus Vriendschappelijk № 180 «onderlinge duels» 20:45 uur | Boštjan Cesar 4' Zlatko Dedič 51' (pen.) Zlatko Dedič 60' Andraž Kirm 70' |       | 56' Paul Papp 68' (pen.) Gabriel Torje 80' Gheorghe Grozav | Stožice Stadion, Ljubljana Toeschouwers: 5.000 Scheidsrechter: Emir Alečković (BIH) |

|                                                                        |          |                                   |             |                                                                                         |
| 7 september WK-kwalificatie Groep E № 181 «onderlinge duels» 20:30 uur | Slovenië | 0 – 2                             | Zwitserland | Stožice Stadion, Ljubljana Toeschouwers: 13.213 Scheidsrechter: Paolo Tagliavento (ITA) |
| 7 september WK-kwalificatie Groep E № 181 «onderlinge duels» 20:30 uur |          | 20' Granit Xhaka 51' Gökhan Inler |             | Stožice Stadion, Ljubljana Toeschouwers: 13.213 Scheidsrechter: Paolo Tagliavento (ITA) |

|                                                                         |                                                   |       |                 |                                                                                 |
| 11 september WK-kwalificatie Groep E № 182 «onderlinge duels» 20:00 uur | Noorwegen                                         | 2 – 1 | Slovenië        | Ullevaal Stadion, Oslo Toeschouwers: 11.168 Scheidsrechter: Firat Aydinus (TUR) |
| 11 september WK-kwalificatie Groep E № 182 «onderlinge duels» 20:00 uur | Markus Henriksen 26' John Arne Riise 90+4' (pen.) |       | 16' Marko Šuler | Ullevaal Stadion, Oslo Toeschouwers: 11.168 Scheidsrechter: Firat Aydinus (TUR) |

|                                                                       |                               |       |                          |                                                                                      |
| 12 oktober WK-kwalificatie Groep E № 183 «onderlinge duels» 19:45 uur | Slovenië                      | 2 – 1 | Cyprus                   | Stadion Ljudski Vrt, Maribor Toeschouwers: 7.988 Scheidsrechter: Ivan Kružliak (SVK) |
| 12 oktober WK-kwalificatie Groep E № 183 «onderlinge duels» 19:45 uur | Tim Matavž 38' Tim Matavž 61' |       | 83' Eustathios Aloneftis | Stadion Ljudski Vrt, Maribor Toeschouwers: 7.988 Scheidsrechter: Ivan Kružliak (SVK) |

|                                                                       |                 |       |          |                                                                                      |
| 16 oktober WK-kwalificatie Groep E № 184 «onderlinge duels» 19:45 uur | Albanië         | 1 – 0 | Slovenië | Qemal Stafastadion, Tirana Toeschouwers: 10.000 Scheidsrechter: Martin Hansson (SWE) |
| 16 oktober WK-kwalificatie Groep E № 184 «onderlinge duels» 19:45 uur | Odise Roshi 36' |       |          | Qemal Stafastadion, Tirana Toeschouwers: 10.000 Scheidsrechter: Martin Hansson (SWE) |

|                                                                  |                                                      |       |                                 |                                                                                 |
| 14 november Vriendschappelijk № 185 «onderlinge duels» 17:00 uur | Macedonië                                            | 3 – 2 | Slovenië                        | Philip II Arena, Skopje Toeschouwers: 3.000 Scheidsrechter: Danilo Grujić (SRB) |
| 14 november Vriendschappelijk № 185 «onderlinge duels» 17:00 uur | Darko Tasevski 26' Adis Jahović 41' Agim Ibraimi 51' |       | 49' Nejc Pečnik 63' Nejc Pečnik | Philip II Arena, Skopje Toeschouwers: 3.000 Scheidsrechter: Danilo Grujić (SRB) |

## FIFA-wereldranglijst
| JAN | FEB | MAR | APR | MEI | JUN | JUL | AUG | SEP | OKT | NOV | DEC |
| --- | --- | --- | --- | --- | --- | --- | --- | --- | --- | --- | --- |
| 25  | 27  | 28  | 28  | 28  | 30  | 34  | 33  | 24  | 35  | 49  | 49  |

## Statistieken
| Samir Handanovič         | 1984-07-14 | Inter Milan         | 5 | 0 | 0 | 60 | 0 |
| Jasmin Handanovič        | 1978-01-28 | NK Maribor          | 2 | 0 | 0 | 8  | 0 |
| Jan Oblak                | 1993-01-07 | Rio Ave             | 1 | 0 | 0 | 1  | 0 |
| Verdediging              |            |                     |   |   |   |    |   |
| Marko Šuler              | 1983-03-09 | Legia Warschau      | 7 | 1 | 1 | 38 | 3 |
| Mišo Brečko              | 1984-05-01 | 1. FC Köln          | 7 | 0 | 0 | 56 | 0 |
| Bojan Jokić              | 1986-05-17 | Chievo Verona       | 7 | 0 | 0 | 59 | 1 |
| Boštjan Cesar            | 1982-07-09 | Chievo Verona       | 6 | 0 | 1 | 65 | 5 |
| Dominic Maroh            | 1987-03-04 | 1. FC Köln          | 2 | 2 | 0 | 4  | 0 |
| Andraž Struna            | 1989-04-23 | Cracovia Kraków     | 2 | 0 | 0 | 2  | 0 |
| Dejan Kelhar             | 1984-04-05 | Qəbələ PFK          | 1 | 2 | 0 | 4  | 0 |
| Middenveld               |            |                     |   |   |   |    |   |
| Andraž Kirm              | 1984-09-06 | FC Groningen        | 6 | 1 | 2 | 50 | 5 |
| Aleksandar Radosavljevič | 1979-04-25 | VVV-Venlo           | 6 | 0 | 0 | 34 | 1 |
| Jasmin Kurtič            | 1989-01-10 | US Palermo          | 5 | 1 | 1 | 6  | 1 |
| Josip Iličič             | 1988-01-29 | US Palermo          | 4 | 4 | 0 | 22 | 0 |
| Valter Birsa             | 1986-08-07 | Torino FC           | 4 | 1 | 0 | 57 | 3 |
| Armin Bačinovič          | 1989-10-24 | Hellas Verona       | 2 | 1 | 0 | 12 | 0 |
| René Krhin               | 1990-05-21 | Bologna FC          | 2 | 0 | 0 | 8  | 0 |
| Aleš Mertelj             | 1987-03-22 | NK Maribor          | 1 | 3 | 0 | 4  | 0 |
| Kevin Kampl              | 1990-10-09 | Red Bull Salzburg   | 1 | 2 | 0 | 3  | 0 |
| Mirnes Šišić             | 1981-08-08 | OF Irakliou         | 1 | 2 | 0 | 15 | 2 |
| Goran Cvijanovič         | 1986-09-09 | NK Maribor          | 1 | 1 | 0 | 2  | 0 |
| Dare Vršič               | 1984-09-26 | Austria Wien        | 1 | 1 | 0 | 13 | 3 |
| Darijan Matič            | 1983-05-28 | Kryvbas Kryvy Rih   | 0 | 2 | 0 | 10 | 0 |
| Haris Vučkić             | 1992-08-21 | Newcastle United    | 0 | 1 | 0 | 1  | 0 |
| Aanval                   |            |                     |   |   |   |    |   |
| Tim Matavž               | 1989-01-13 | PSV Eindhoven       | 7 | 0 | 2 | 19 | 9 |
| Zlatko Dedič             | 1984-10-05 | VfL Bochum          | 5 | 1 | 2 | 44 | 8 |
| Zlatan Ljubijankič       | 1983-12-15 | Omiya Ardija        | 1 | 3 | 0 | 37 | 6 |
| Robert Berić             | 1991-06-17 | NK Maribor          | 1 | 0 | 0 | 1  | 0 |
| Nejc Pečnik              | 1986-01-03 | Sheffield Wednesday | 0 | 3 | 2 | 17 | 4 |
| Etien Velikonja          | 1988-12-26 | Cardiff City        | 0 | 2 | 0 | 3  | 0 |
| Džengis Čavušević        | 1987-11-26 | FC St. Gallen       | 0 | 1 | 0 | 1  | 0 |

NZS · A-internationals · Bondscoaches · Selecties · Statistieken · Sloveens vrouwenelftal · Olympisch elftal · Slovenië U21 · Slovenië U20 · Slovenië U19 · Slovenië U18 · Slovenië U17 · Slovenië U16
1991 – 1999 ·
2000 – 2009 ·
2010 – 2019 ·
2020 − 2029
EK's: 1996 · 
2000 · 
2004 · 
2008 · 
2012 · 
2016 · 
2020 · 
2024
WK's: 1998 · 
2002 · 
2006 · 
2010 · 
2014 · 
2018 ·
2022
1991 · 
1992 · 
1993 · 
1994 · 
1995 · 
1996 · 
1997 · 
1998 · 
1999 · 
2000 · 
2001 · 
2002 · 
2003 · 
2004 · 
2005 · 
2006 · 
2007 · 
2008 · 
2009 · 
2010 · 
2011 · 
2012 · 
2013 · 
2014 · 
2015 · 
2016 · 
2017 · 
2018 ·
2019 ·
2020 ·
2021 ·
2022 ·
2023 ·
2024
Albanië ·
Algerije ·
Argentinië ·
Armenië ·
Australië ·
Azerbeidzjan ·
België ·
Bosnië en Herzegovina ·
Bulgarije ·
Canada ·
China ·
Colombia ·
Cyprus ·
Denemarken ·
Duitsland ·
Engeland ·
Estland ·
Faeröer ·
 Finland ·
Frankrijk ·
Georgië ·
Ghana ·
Gibraltar ·
Griekenland ·
Honduras ·
Hongarije ·
IJsland ·
Israël ·
Italië ·
Ivoorkust ·
Joegoslavië ·
Kazachstan ·
Kosovo ·
Kroatië ·
Letland ·
Litouwen ·
Luxemburg ·
Malta ·
Mexico ·
Moldavië ·
Montenegro ·
Nederland ·
Nieuw-Zeeland ·
Noord-Ierland ·
Noord-Macedonië ·
Noorwegen ·
Oekraïne ·
Oman ·
Oostenrijk ·
Paraguay ·
Polen ·
Portugal ·
Qatar ·
Roemenië ·
Rusland ·
San Marino ·
Saoedi-Arabië ·
Schotland ·
Servië ·
Servië en Montenegro ·
Slowakije ·
Spanje ·
Trinidad en Tobago ·
Tsjechië ·
Tunesië ·
Turkije · 
Uruguay ·
Verenigde Arabische Emiraten ·
Verenigde Staten ·
Wales ·
Wit-Rusland ·
Zuid-Afrika ·
Zweden ·
Zwitserland
Algerije (2010) · 
Engeland (2010) · 
Paraguay (2002) · 
Spanje (2002) · 
Verenigde Staten (2010) · 
Zuid-Afrika (2002)